# Усыса
Усы́са, Горожанка (бел. Усы́са) — река на территории Городокского и Шумилинского районов Витебской области, левый приток реки Оболь.

## География
Река Усыса берёт начало в озере Кошо. Протекает через озеро Луговое (впадает под названием Горожанка) и соединяет его с озером Ореховое. Основной приток — река Каменка (слева). 
Длина реки 50 км. Водосбор (423 км²) на юго-западных склонах Городокской возвышенности. Озёрность около 1 %.
На реке расположен город Городок, деревни Казиново, Мишневичи, Новые Войханы, Скрипки и др.

## Достопримечательности
Известен археологический памятник — курганный могильник на левом берегу реки Горожанка